# Schoepfiaceae
Schoepfiaceae är en växtfamilj som ursprungligen bildades för att inrymma släktet Schoepfia, men moderna DNA-studier har visat att två släkten tidigare placerade i sandelträdsfamiljen (Santalaceae) - Arjona och Quinchamalium - ska placeras här. Alla tre släktena är rotparasiter och tar en del av sitt närings- och vattenbehov från växter som lever i närheten. Schoepfia är ett släkte som har så kallad disjunkt utbredning, med arter i såväl västra Nord- och Centralamerika som i östra Asien. Både Arjona och Quinchamalium har en sydlig utbredning i Sydamerika, och arten Arjona tuberosa bildar näringslagrande knölar vilka har använts som vikitg nödföda bland indianerna i Eldslandet.